# عباس حرقوص
الحاج عباس حرقوص (1921 - 2006، شاعر وأديب لبناني، ومحدِّث وخطيب، يتمتع بأدب الفكاهة وروح النكتة.

## ولادته ونشأته
ولد في قرية حاروف (قضاء النبطية) سنة 1921، والده كان إماما لأحد مساجد القاهرة في فترة الحكم العثماني.

تلقى علومه الأولى على يد مشايخ من آل شرارة من بنت جبيل، ولكنه تابع تحصيله الثقافي والتعليمي عن طريق مجالسته العلماء والأدباء في المساجد والنوادي الحسينية.

عمل في ميادين الخطابة وتلاوة السيرة الحسينية وقراءة القران وتعليمه، كما طاف القرى والمدن وشارك الناس بشعره في أفراحهم وأتراحهم.

## شعره
اشتهر بالحاروفي، وله إنتاج شعري غزير في الشعر الفصيح والعامي (الزجلي) وله محاورات شعرية مع كبار شعراء الزجل في لبنان، وقد عاصر الشاعر الزجلي علي الحاج القماطي وشحرور الوادي، وأسعد الخوري الفغالي، وخليل روكز، وطانيوس الحملاوي، وأنيس الفغالي، وعبد الجليل وهبي، وزين شعيب، والسيد محمد المصطفى، وأسعد سابا، والسبعلي، والشاعر محمود خليل معتوق وغيرهم، وقد لقبه الشاعر عبد الجليل وهبي بشاعر الموشح وهو باب من أبواب الأدب الشعبي.

## مؤلفاته
صدر له العديد من المؤلفات الزجلية، وهي على التوالي:
1. المورد الصافي الزجلي
2. رياحين الذكاء
3. وحي الأفكار
4. مناهل الزجل
5. عيون الغزل
6. سمير النجوم
7. الأمل الأخضر
8. حنين الوطن

## وفاته
توفي عباس محمد حرقوص في عام 2006م، ودفن في بلدته حاروف عن عمر يناهز الـ 85 سنة.